# В лучшем мире (2-й сезон)
Второй сезон американского телесериала  «В лучшем мире» премьера которого состоялась на канале NBC 20 сентября 2017 года, а заключительная серия сезона вышла 1 февраля 2018 года. Общее количество серий в сезоне составило тринадцать.

## Сюжет
Элеанор Шелстроп просыпается в загробном мире под названием «Хорошее место». Здесь красивые зелёные луга застилает светом яркое солнце и обдувает приятный летний ветерок, да ещё проводник Майкл любезно объясняет прибывшим, что они умерли.
В Хорошее место люди попадают за хорошие поступки, однако, вспоминая свою прошлую жизнь, Элеанор понимает, что попала сюда по ошибке. Она вовсе не заслуживает райского уголка. Всё, что ей остаётся — соответствовать моральным качествам местных жителей и не выдавать свою истинную натуру.

## В ролях

### Основной состав
- Кристен Белл - Элеанор Шеллстроп
- Уильям Джексон Харпер - Чи́ди Анагони́
- Джамила Джамил - Таха́ни Аль-Джамиль
- Мэнни Хасинто - Джейсон Мендоса / «Джуа́ни»
- Д’Арси Карден — Джанет
- Тед Дэнсон — Майкл

## Эпизоды
| № общий | № в сезоне | Название                                                         | Режиссёр            | Автор сценария             | Дата премьеры    | Произв. код | Зрители в США (млн) |
| ------- | ---------- | ---------------------------------------------------------------- | ------------------- | -------------------------- | ---------------- | ----------- | ------------------- |
| 14      | 1          | «Everything Is Great! Part 1» «Все просто замечательно! Часть 1» | Трент О’Доннелл     | Джен Статский              | 20 сентября 2017 | 201         | 5.28                |
| 15      | 2          | «Everything Is Great! Part 2» «Все просто замечательно! Часть 2» | Трент О’Доннелл     | Джо Манде                  | 20 сентября 2017 | 202         | 5.28                |
| 16      | 3          | «Dance Dance Resolution» «Разрешающий танец»                     | Дрю Годдард         | Меган Амрам                | 28 сентября 2017 | 203         | 4.67                |
| 17      | 4          | «Team Cockroach» «Командный таракан»                             | Морган Сэкетт       | Дэн Скофилд                | 5 октября 2017   | 204         | 4.17                |
| 18      | 5          | «Existential Crisis» «Экзистенциальный кризис»                   | Бет МакКарти-Миллер | Эндрю Лоус                 | 12 октября 2017  | 205         | 4.05                |
| 19      | 6          | «The Trolley Problem» «Проблемы с тележкой»                      | Дин Холлэнд         | Джош Сигал & Дилан Моран   | 19 октября 2017  | 206         | 3.92                |
| 20      | 7          | «Janet and Michael» «Джанет и Майкл»                             | Дин Холлэнд         | Кейт Герстен               | 26 октября 2017  | 207         | 3.97                |
| 21      | 8          | «Derek» «Дерек»                                                  | Джуд Вэн            | Корд Джефферсон            | 2 ноября 2017    | 208         | 3.06                |
| 22      | 9          | «Leap to Faith» «Прыжок к вере»                                  | Линда Мендоса       | Кристофер Энселл           | 4 января 2018    | 209         | 3.08                |
| 23      | 10         | «Best Self» «Самая лучшая»                                       | Джули Энн Робинсон  | Тайлер Стрессл             | 11 января 2018   | 210         | 3.11                |
| 24      | 11         | «Rhonda, Diana, Jake, and Trent» «Ронда, Диана, Джейк и Трент»   | Алан Янг            | Дэн Шофилд & Джен Статский | 18 января 2018   | 211         | 3.00                |
| 25      | 12         | «The Burrito» «Буррито»                                          | Дин Холлэнд         | Меган Амрам & Джо Манде    | 25 января 2018   | 212         | 3.65                |
| 26      | 13         | «Somewhere Else» «Где-То Еще»                                    | Майкл Шур           | Майкл Шур                  | 1 февраля 2018   | 213         | 3.19                |